# 国际劳动人民协会
国际劳动人民协会（英語：International Working People's Association，缩写为IWPA），有时被称作黑色国际（Black International），是19世纪末的一个无政府主义国际组织。
1881年，在英国伦敦的一次会议上，宣告成立该组织。该组织主要活动于美国。从1883年秋开始，该组织在美国的成员数稳步增长，顶峰时达到5000人。1886年芝加哥干草市场事件发生后，该组织的数名主要成员遭到美国法院的指控，并于1887年被执行死刑。此后，该组织严重衰落，直至消亡。